# Involucropyrenium nuriense
Involucropyrenium nuriense är en lavart som först beskrevs av Nav.-Ros. & Breuss, och fick sitt nu gällande namn av Breuss. Involucropyrenium nuriense ingår i släktet Involucropyrenium och familjen Verrucariaceae.   Inga underarter finns listade i Catalogue of Life.